# 15238 Hisaohori
15238 Hisaohori eller 1989 CQ är en asteroid i huvudbältet som upptäcktes den 2 februari 1989 av den japanska astronomen Tsutomu Seki vid Geisei-observatoriet. Den är uppkallad efter amatörastronomen Hisao Hori.
Asteroiden har en diameter på ungefär 3 kilometer.